# Retief Goosen
Retief Goosen (Pietersburg, 3 febbraio 1969) è un golfista sudafricano che è stato tra i primi dieci della classifica dell'Official World Golf Rankings per più di 250 settimane a partire dal 2001.
Ha vinto due volte l'U.S. Open, uno dei tornei Major del circuito professionistico, nel 2001 e 2004.
Nel 2001 e 2002 ha vinto la classifica dell'Ordine di Merito del PGA European Tour.
Complessivamente in carriera ha vinto 31 tornei.

## Biografia
Goosen è nato a Pietersburg (ora Polokwane), in Sud Africa. È il figlio di Theo Goosen, un agente immobiliare locale e giocatore di golf dilettante che ha introdotto il gioco del golf a Retief in tenera età. Theo ha adottato un approccio rigoroso alla genitorialità. "Senti, non ho mai reso la vita facile ai miei figli", ha detto Theo. "Non li abbiamo mai viziati. Non li abbiamo mai accontentati." Goosen ammette che suo padre gli ha fatto pressione.

## Vittorie professionali (39)

### PGA Tour vittorie (7)
| Legenda                |
| Tornei Major (2)       |
| Tour Championships (1) |
| Altri PGA Tour (4)     |

| No. | Data            | Torneo                       | Punteggio di vittoria | Margine | Secondo/i                         |
| --- | --------------- | ---------------------------- | --------------------- | ------- | --------------------------------- |
| 1   | 18 giugno 2001  | U.S. Open                    | −4 (66-70-69-71=276)  | Playoff | Mark Brooks                       |
| 2   | 7 aprile 2002   | BellSouth Classic            | −16 (68-66-68-70=272) | 4 colpi | Jesper Parnevik                   |
| 3   | 2 novembre 2003 | Chrysler Championship        | −12 (69-66-67-70=272) | 3 colpi | Vijay Singh                       |
| 4   | 20 giugno 2004  | U.S. Open (2)                | −4 (70-66-69-71=276)  | 2 colpi | Phil Mickelson                    |
| 5   | 7 novembre 2004 | The Tour Championship        | −11 (70-66-69-64=269) | 4 colpi | Tiger Woods                       |
| 6   | 7 agosto 2005   | The International            | 32 pts (7-10-8-7=32)  | 1 punto | Brandt Jobe                       |
| 7   | 22 marzo 2009   | Transitions Championship (2) | −8 (69-68-69-70=276)  | 1 colpo | Charles Howell III, Brett Quigley |